# Mirela Țugurlan
Mirela Țugurlan, född den 4 september 1980 i Focșani, Rumänien, är en rumänsk gymnast.
Țugurlan tog OS-brons i lagmångkampen i samband med de olympiska gymnastiktävlingarna 1996 i Atlanta.